# Condado de Suwannee
El condado de Suwannee es un condado ubicado en el estado estadounidense de Florida. En 2000, su población era de 34 844 habitantes. Su sede está en Live Oak. En este condado está prohibida la venta de alcohol.

## Historia
El Condado de Suwannee fue creado en 1858. Hay dos hipótesis sobre el origen del nombre: la primera es una modificación de San Juan en castellano, la otra es la palabra en Cheroqui sawani (río eco).

## Demografía
Según el censo de 2000, el condado cuenta con 34 844 habitantes, 13 460 hogares y 9691 familias residentes. La densidad de población es de 20 hab/km² (51 hab/mi²). Hay 15 679 unidades habitacionales con una densidad promedio de 9 u.a./km² (23 u.a./mi²). La composición racial de la población del condado es 84,53% Blanca, 12,11% Afroamericana o Negra, 0,39% Nativa americana, 0,51% Asiática, 0,04% De las islas del Pacífico, 1,12% de Otros orígenes y 1,29% de dos o más razas. El 4,89% de la población es de origen Hispano o Latino cualquiera sea su raza de origen.
De los 13 460 hogares, en el 29,50% de ellos viven menores de edad, 56,50% están formados por parejas casadas que viven juntas, 11,20% son llevados por una mujer sin esposo presente y 28,00% no son familias. El 23,30% de todos los hogares están formados por una sola persona y 11,00% de ellos incluyen a una persona de más de 65 años. El promedio de habitantes por hogar es de 2,54 y el tamaño promedio de las familias es de 2,96 personas.
El 24,00% de la población del condado tiene menos de 18 años, el 8,50% tiene entre 18 y 24 años, el 25,10% tiene entre 25 y 44 años, el 25,40% tiene entre 45 y 64 años y el 16,90% tiene más de 65 años de edad. La edad media es de 40 años. Por cada 100 mujeres hay 95,40 hombres y por cada 100 mujeres de más de 18 años hay 92,90 hombres.
La renta media de un hogar del condado es de $29 963, y la renta media de una familia es de $34 032. Los hombres ganan en promedio $26 256 contra $21 136 para las mujeres. La renta per cápita en el condado es de $14 678. 18,50% de la población y 14,80% de las familias tienen rentas por debajo del nivel de pobreza. De la población total bajo el nivel de pobreza, el 21,90% son menores de 18 y el 12,40% son mayores de 65 años.

## Ciudades y pueblos

### Municipalidades
- Pueblo de Branford
- Ciudad de Live Oak